# Comando de Defesa Aeroespacial da América do Norte
O North American Aerospace Defense Command (NORAD) conhecido até março de 1981 como o Comando de Defesa Aérea da América do Norte, é uma organização conjunta do Estados Unidos e Canadá, que faz o controle aeroespacial, a soberania do ar, e proteção da América do Norte, o quartel-general do NORAD e o centro do NORAD / Comando Norte dos Estados Unidos (USNORTHCOM) estão localizados na Base Aérea de Peterson no Condado de El Paso, perto de Colorado Springs, Colorado. O Complexo da Montanha Cheyenne tem o Centro de Comando Alternativo. O comandante e o vice-comandante do NORAD (CINCNORAD) são, respectivamente, um general quatro estrelas dos Estados Unidos ou equivalente e um general três estrelas canadense ou equivalente.

## Organização
O CINCNORAD mantém o quartel-general do NORAD na Base Aérea de Peterson, perto de Colorado Springs, Colorado. O Centro de Comando NORAD e USNORTHCOM em Peterson AFB serve como uma instalação central de coleta e coordenação para um sistema mundial de sensores projetado para fornecer ao comandante e à liderança do Canadá e dos EUA uma imagem precisa de qualquer ameaça aeroespacial ou marítima. NORAD dividiu administrativamente a massa de terra da América do Norte em três regiões:
- Região do Alasca NORAD (ANR);
- Região NORAD (CANR) canadense;
- Região Continental dos EUA (CONR).

Ambas as regiões CONR e CANR são divididas nos setores leste e oeste.

## Estados Unidos fora do NORAD: Havaí, Guam e região do Pacífico
O Havaí é o único estado dos Estados Unidos com um Alerta de Emergência pré-programado que pode ser enviado rapidamente para dispositivos sem fio (telefones celulares) se um míssil balístico estiver indo em direção ao Havaí. Se o míssil for disparado da Coreia do Norte, o míssil levaria aproximadamente 20 minutos para chegar ao Havaí. O PACOM levaria menos de 5 minutos para determinar que o míssil poderia atingir o Havaí e, então, notificaria a Agência de Gerenciamento de Emergências do Havaí (HI-EMA). HI-EMA iria emitir a Defesa Civil (CDW) que um míssil que se aproxima pode atingir o Havaí e que as pessoas devem se abrigar. As pessoas no Havaí teriam de 12 a 15 minutos antes do impacto. A Federal Emergency Management Agency (FEMA) não precisa ser notificada para aprovação. Os portadores de sinal permitem que as pessoas bloqueiem alertas de agências estaduais e de aplicação da lei, mas não aqueles emitidos pelo presidente. A FEMA pode enviar alertas para públicos-alvo, mas não implementou isso em janeiro de 2018. Outros estados podem levar até 30 minutos para criar, inserir e distribuir um alerta de míssil. O sistema nacional de alertas de emergência sem fio para dispositivos móveis foi testado pela primeira vez em 3 de outubro de 2018.

## Alarmes falsos
Em pelo menos três ocasiões, os sistemas NORAD falharam, como em 9 de novembro de 1979, quando um técnico do NORAD carregou uma fita de teste, mas falhou em mudar o status do sistema para "teste", fazendo com que um fluxo de avisos falsos constantes se espalhasse para dois bunkers de "continuidade do governo", bem como postos de comando em todo o mundo. Em 3 de junho de 1980, e novamente em 6 de junho de 1980, uma falha no dispositivo de comunicação de computador fez com que mensagens de aviso piscassem esporadicamente em postos de comando da Força Aérea dos EUA em todo o mundo de que um ataque nuclear estava ocorrendo. O Alerta foi cancelado.  